# Senna multijuga
Senna multijuga là một loài thực vật có hoa trong họ Đậu. Loài này được (Rich.) H.S.Irwin & Barneby miêu tả khoa học đầu tiên.